# Ниеншанц
Ниенша́нц — закрепившийся в русском языке немецкоязычный вариант шведского названия Нюэнсканс (швед. Nyenskans, «Невское укрепление») — крепость, основанная в 1611 году и являвшаяся главным укреплением шведского города Ниена (швед. Nyen), или Ниенштадта. Город и защищавшая его крепость располагались при впадении в Неву реки Охты на обоих её берегах. Альтернативные варианты названия крепости — Ниешанц, Шлотбург, Канец. Крепость Ниеншанц на Охтинском мысу и город Ниен на Большой Охте являлись крупнейшими городскими поселениями, существовавшими на территории нынешнего Санкт-Петербурга на момент его основания.

## Древние поселения на Охтинском мысу и Большой Охте
- Период V тыс. до н. э. — сер. I тыс. н. э., характеризуется стоянками древних людей на морском побережье и берегах Невы.
- В XII веке здесь предположительно находилось сторожевое укрепление на Невском пути.
- Шведская крепость Ландскрона существовала с 1300 по 1301 год. Просуществовав всего один год была взята новгородцами во главе с сыном Александра Невского князем Андреем Городецким, сожжена и разрушена.
- Поселение Невское устье (XV—XVI вв). Неизвестно сколько времени прошло, прежде чем устье Охты вновь было заселено, но в Писцовой книге Водской пятины 1500 года приводится первое описание здешних поселений (трёх деревень и сельца Усть-Охта, в котором было 18 дворов)[2][3]. Земли в нижнем течении Охты издавна принадлежали двум знатным боярским родам Новгородской республики — волость «на реке Неве у моря» принадлежала Тимофею Грузову, а «деревни на усть Охты» Олферию Ивановичу Офонасову[4].

Известно, что инженер-фортификатор Ивана Грозного Иван Выродков совместно с П. Петровым в 1557 году руководил строительством порта-крепости в устье реки Невы. В Обыскной книге, составленной в 1573 году, говорилось, что во владениях Ивана Хорошева в устье Охты многие земли запустели. В документе, датируемом 1599—1601 годами, упоминается наличие в городке Невское устье Государева гостиного двора, корабельной пристани и православного храма. Кроме того, говорится, что в городке жили «волостные люди». Известно, что только в 1615 году, во время русско-шведской войны 1610—1617 годов сюда приходили 16 судов из оккуппированных шведами Ивангорода, Ладоги, Новгорода, а также из Выборга, Нарвы, Норчёпинга, Ревеля и Стокгольма.
Это захваченное русское поселение послужило основой городу, который в начале XVII века был здесь построен шведами, и даже дало ему своё название: поскольку шведское слово «nyen» и значит «невский», оно употреблялось по отношению к русскому поселению ещё до захвата Приневья Швецией.
В частности, на схематичной карте Карелии и Приневских земель 1580-х годов, составленной, предположительно по приказу Понтуса Делагарди, Невский городок обозначен (причём можно понять, что в городке уже тогда имелась церковь) именно как Nyen.
На левобережье Невы (где сейчас стоит Смольный монастырь) существовало село Спасское (Ореховский уезд) с одноимённой церковью, там начиналась дорога на Нарву.
- Шведская крепость Ниеншанц (1611—1703 гг). Охтинский мыс и окружавшая его территория в 1300, 1301, 1656 и 1703 годах становились полем битвы между шведами и русскими.
- В XVIII веке здесь находился Охтинский питомник — «Канецкий огород» и Охтинская слобода для мастеровых судоверфи. К 1725 году на Охте, оставшейся части посада Шлотбурга, были размещены так называемые Охтинские Переведенские слободы — в старых усадьбах селили тех, кого переводили на жительство в новую столицу[7]. Позднее этот район получил название Большая Охта. К этому моменту Шлотбург как город был упразднён, но крепость ещё сохранялась. В 1740—1760-х гг. на территории бывшей шведской крепости находился Канецкий огород — плодопитомник с оранжереей. В 1760-х гг. Канецкий огород был передан Смольному институту, а в 1790-х — Морскому ведомству, которое устроило здесь судоверфь. Административно же эта территория на протяжении XVIII века относилась к Шлиссельбургскому уезду[8]. В 1828 году территория Охтинских слобод была включена в состав Санкт-Петербурга как самостоятельная XIII часть.
- В XIX веке здесь размещалась Охтинская верфь (1808—1914 гг.), которая позже была преобразована в Петрозавод (1914—1990-е гг.)[9][10][11].

## Ниеншанц

### Основание крепости
Шведская экспансия активизировалась в первой половине XVII века во времена Смутного времени, приведя к русско-шведской войне 1610—1617 годов. Крепость Ниеншанц была основана в устье реки Охты шведским полководцем Эвертом Горном в 1611 году на землях, захваченных у России под предлогом невыполнения Выборгского трактата. Гарнизон в крепостных укреплениях достигал 500 человек. К следующему году шведы овладели крепостью Орешек, перекрыв Неву с обеих сторон и перерезав водное сообщение между Ладожским озером и Финским заливом, получив таким образом стратегический контроль над выходом в Балтийское море.
Шведы выбирали место для строительства своих крепостей, исходя из того соображения, что левобережье излучины Охты — ближайшее к морю место, не затопляемое даже во время катастрофических наводнений, случающихся на Неве раз в сто лет. Шведы пользовались сведениями о гидрологии Невы, полученными от местных жителей.
К середине XVII века шведы приходят к заключению о необходимости реконструкции крепости, созданию мощных оборонительных сооружений и дополнительных внешних укреплений.
На карте устья Невы 1643 года Эрика Нильса Аспегрена первоначальное укрепление, располагавшееся на Охтинском мысу, имело простую прямоугольную форму с несколькими домами.
В 1644 году Георгом Швенгелем был разработан проект строительства новой цитадели с четырьмя бастионами и сооружение масштабных внешних укреплений с многочисленными бастионами южнее крепости и вокруг уже сформировавшегося города на берегу Охты. Схожий план-проект был подготовлен инженером Иоганном Роденбургом. В 1652 году был утверждён обновленный проект Ниеншанца с пятью бастионами И. Роденбурга и инженера Генриха фон Зойленберга, однако этот проект так и не был осуществлён из-за нехватки средств.
В 1655 году генерал-губернатор Ингерманландии и лёна Кексгольм Густав Горн писал в Стокгольм:

крепости Нотеборг, Кексгольм, Ивангород, Нарва пребывают в упадке… У многих мужиков в деревнях ворота лучше тех, что я видел в крепостях Короны. В Швеции на бумаге показывают грандиозные планы и чертежи, но ничего не выполняется…

Во время русско-шведской войны 1656—1658 годов воевода Пётр Иванович Потёмкин взял Ниеншанц штурмом. Население Ниена, по донесениям русского командования, при этом было вырезано почти полностью от мала до велика. Выжили лишь те, кто успел убежать в лес. После войны и крепость, и окружающие территории остались за Швецией.

### Постройка крепости
После окончания войны шведы отстраивают крепость по ранее разработанному плану. В окончательном виде, согласно обновлённому проекту, осуществлённому инженером Генрихом фон Зойленбергом под надзором генерал-губернатора Ингрии Симона Грунделя Гельмфельдта, крепость Ниеншанц представляла собой современное по тем временам дерево-земляное фортификационное сооружение в форме звезды с пятью бастионами и двумя равелинами:
- Мельничный бастион — располагался ближе всех к Неве.
- Малый воротный равелин — располагался в северной части крепости, на оконечности Охтинского мыса.
- Старый бастион — бастион возведён на месте старых укреплений Ландскроны
- Мёртвый бастион — располагался ближе всех к Охте, бастион возведён на территории кладбища, располагавшегося вдоль реки.
- Карлов бастион — назван в честь короля Карла IX
- Большой воротный равелин — располагался в южной части крепости
- Гельмфельтов бастион — назван в честь Симона Гельмфельдта.

Главные ворота крепости выходили к Охте, мост через которую связывал её с центром города. Согласно сохранившемуся плану 1681 года, диаметр окружности, описываемой по её оконечностям, составлял около 245 м. Ширина бастионов достигала 60 м, протяжённость куртин (участков стен) между ними — около 50 м, ширина валов — около 19 м, рва — 28 м.
В 1671 году майор Иоганн Шталь фон Хольстейн подготовил проектный рукописный чертёж новых укреплений Ниена. Согласно этому плану между Невой и Охтой предполагалось создание к югу от цитадели Ниеншанц трёхбастионного кронверка и двумя люнетами на юг, а также одним люнетом на правом берегу р. Чёрной (Охты). Площадь внутри этого кронверка планировалось застроить новыми городскими постройками Ниена. Проект был утверждён 22 мая 1671 года и возвращен С. Гельмфельдту для продолжения фортификационных работ. В 1675 году этот план дорабатывали Эрик Дальберг и Стюарт Карл-Магнус.
Во второй половине 1681 года генерал-квартирмейстером Э. Дальбергом в связи с инспекционной поездкой в Ингерманландию был составлен «Геометрический план Нюен Шанца совместно с заложенными новыми городскими укреплениями, в том состоянии, в каком находятся в настоящее время в октябре 1681 года». На карте изображены Ниеншанц и фортификационные линии кронверка в стадии строительства.

### Крепость в годы Северной войны
В ходе Северной войны после взятия русскими Нотебурга в октябре 1702 года к Ниеншанцу прибыли шведские войска под командованием генерал-майора Абрахама Крониорта. Шведы спешно готовили крепость и земляные укрепления южнее цитадели к обороне. Около Спасского села на левом берегу Невы, напротив Ниеншанца, также были созданы земляные укрепления, они прикрывали подходы к Нарвской дороге. Комендантом крепости был потомок русских дворян, перешедший после Столбовского мира на шведскую службу, подполковник Иоганн Григорьевич Аполлов (он же Юхан Аполлов, Йохан Аполлов и Яган Опалев). Узнав о приближении русских войск ещё в октябре 1702 года он приказал сжечь город Ниен, а жителей отправить в Выборг.
Перед штурмом весь гарнизон крепости состоял из 700 солдат. В крепости имелось 78 орудий разных калибров. С русской стороны в штурме крепости участвовал двадцатитысячный корпус под командованием Петра I и фельдмаршала Б. П. Шереметева.
Осада с массированным артобстрелом продолжалась с 25 апреля по 1 мая 1703 года. Уже на второй день штурма были занят Спасский кронверк на левой стороне Невы, а также заградительный кронверк к югу от крепости, благодаря чему русские солдаты приблизились к крепостному рву и уже атаковали южные бастионы Ниеншанца (Карлов и Гельмфельдтов). Покинутый город Ниен также был занят отрядами Шереметьева, обеспечив блокаду крепости с востока. После нескольких отбитых штурмов коменданту крепости предложили сложить оружие, на что он ответил отказом. После начавшегося 14-часового артиллерийского обстрела и взрыва порохового склада гарнизон крепости капитулировал.
Однако шведское командование не хотело мириться с утратой Невы, шведы из корпуса Г. Мейделя в 1704—1705 годах дважды занимали опустошённый Ниеншанц, но, не сумев там закрепиться, отходили.
После взятия шведской крепости царь Пётр переименовывает её в Шлотбург (нидерл. Slotburg — Замо́к-город), а также собирает военный совет — либо закрепиться в ней, или искать новое место, в результате была основана Петропавловская крепость, а в следующем году, форт Кроншлот:

 …По взятии Канец отправлен воинский совет, тот ли шанец крепить, или иное место удобнее искать (понеже оный мал, далеко от моря и место не гораздо крепко от натуры). И по нескольких днях найдено к тому удобное место остров, который назывался Люст Елант, где в 16 день майя крепость заложена и именована Санктпетерсбург…

В 1716 году по указу Петра I немецким медальером Ф. Г. Мюллером выпущена серия из 26 медалей, посвященной победам русского оружия в Северной войне. Среди них была медаль на взятие Ниеншанца в 1703 году.

### Ниеншанц в XVIII—XIX веках
После основания Петропавловской крепости войска покинули Ниеншанц (Шлотбург), а все постройки и укрепления были срыты за исключением рвов и массивных земляных валов-бастионов, остатки которых сохранялись до XX века.
Датский посланник при Петре I Юст Юль в своих мемуарах рассказывает о взрыве Старого бастиона Ниеншанца в декабре 1709 года двумя ящиками с порохом, а также отмечал:

Фортом этим царь овладел 14 мая 1703 года по старому стилю и затем срыл его. Город и укрепление стояли друг возле друга, но в настоящее время разорены до основания.

По мнению некоторых исследователей, крепость была срыта ещё в 1704 году. Однако, если верить имеющимся документам и картам, это не совсем так. Крепость и оба её кронверка были сохранены, в левобережном кронверке расположился Смоляной двор. Как минимум до 1717 года сохранялись и внешние укрепления Шлотбурга — на карте, датированной этим годом, на месте посада между Чёрной речкой и Охтой изображён некий Мельничный дом (фр. Palais des Moulins).
А. И. Богданов в своем «Описании Санкт-Петербурга с 1703 по 1751 год» также отмечал:

Шведская крепость Канцы, которая взята была 1703 году; оной вид и поныне явственно зрится".
Последнее изображение бастионов крепости Ниеншанц присутствует на карте столичного города Санкт-Петербурга Гаврила Сарычева 1808 года. О сохранении от разрушения для потомков до сих пор сохранившихся развалин крепости в 1836 году писал Андерс Гиппинг в своем труде «Нева и Ниеншанц до основания Санкт-Петербурга». К 1849 году центральное укрепление Ниеншанца все ещё существовало, точная дата его сноса неизвестна. В начале XX века от Ниеншанца остались только местами сохранившиеся глубокие овраги и ямы, заваленные мусором и грязью.
Археологические раскопки Ниеншанца в 2006—2009 годах показали, что рвы Ниеншанца в XVIII веке были срыты лишь частично, примерно на 10-20 %. Основная засыпка проводилась уже в XIX столетии при строительстве Охтинской адмиралтейской верфи. В процессе археологических раскопок были исследованы остатки Гельмфельтова, Карлова, Мёртвого и Старого бастионов крепости, и соединявших их куртин, сохранившиеся на разных участках на высоту до 2.5 и 4-х метров. Оборонительный крепостной ров имел глубину до 4-х метров.

## Ниен
В 1617 году по Столбовскому миру Ижорская земля была закреплена за Швецией. Около крепости Ниеншанц начинают формироваться торговые поселения колонистов-переселенцев.
В 1632 году на правом берегу Охты, напротив крепости, по приказу короля Густава II Адольфа был основан торговый город Ниен (Ниенштадт). В течение последующих десяти лет королева Кристина пожаловала ему полные городские права.
Ниен был крупнейшим городом Нотеборгского лена, намного превосходившим по размерам и богатству административный центр лена — город Нотеборг: в нём было более четырёхсот податных дворов, из чего следует, что количество домов было ещё больше — в число «дворов» не входили казённые здания, дома дворян и духовенства, да и сам «двор» зачастую включал в себя несколько капитальных построек.
Город Ниен стоял по правому берегу Охты, в месте впадения в неё реки Чернавки, которая изначально звалась «Чёрный ручей», или по-шведски Lilja Svartabecken.
При впадении этой реки в Охту (которая в те времена называлась Swarte Bеck — Чёрная река), на правом её берегу находилась Рыночная площадь и стояла ратуша города, а выше на том же берегу находилась лютеранская церковь и школа.
В городе, население которого к середине XVII в. составляло около 2000 человек, жили шведы, немцы, русские и финны, занимавшиеся торговлей, ремёслами, земледелием, рыболовством и судовождением. В центре его располагались ратуша, две лютеранские кирхи, школа, порт и торговая площадь. Застройка формировалась вдоль реки Охты (швед. Svartbäcken) и Чёрного ручья, впадавшего в Охту на территории города, а также дорог, ведущих к Выборгу, Кексгольму и Нотеборгу. В окрестностях города размещались госпиталь, кирпичные заводы и предприятия, связанные с судостроением.
Первоначально в городе были две лютеранские кирхи — для шведской и финской (ингерманландской) общин, православное же население окормлялось в селе Спасском, располагавшемся в районе современного Смольного монастыря и населённом русскими и ижорцами. Любопытно, что шведский и финский приходы Ниена были разделены и географически — они располагались на разных берегах Чёрного ручья. Позднее, в 1640-х гг. (или же уже после русско-шведской войны 1656 года), была, возможно, построена церковь для немецкой общины. Деятели немецкой общины вступили в конфессиональные споры с представителями шведских лютеран, обвиняя их в незнании основ христианства. Немецкие пасторы стремились играть главенствующую роль в церковной жизни и пошли на обострение отношений с высшей церковной администрацией.
В 1680 году суперинтендант Ингерманландии Петрус Бонг направил письмо в королевскую администрацию с жалобами на немецких лютеран Ниена, которые не выполняют распоряжения своего епископа. Конфликт осложнялся ещё и тем, что немецкие пасторы с 1671 года должны были служить в шведской церкви, поскольку шведские и финские священники были против отделения немецкой общины, так как это означало бы сокращение их доходов. Кончилось это тем, что пастор немецкой церкви Иоахим Мейнке вынужден был уехать в Москву, после чего конфликт сам собою сошёл на нет.
Во время суперинтендантства Иоанна Гезелия-младшего (1647—1718), в начале 1680-х гг., начался период охлаждения отношений между лютеранами и православными. Гезелий добился того, что Спасская церковь была закрыта на некоторое время, а православным подданным Шведского государства — ижоре, карелам и русским — было запрещено селиться в Ниене.
К началу XVIII века за пределами городских укреплений были построены многочисленные шведские и финские пригородные усадьбы, некоторые из которых располагались на значительном отдалении от города — на островах дельты и по берегам многочисленных рек и рукавов Невы, а основная масса образовала пять новых кварталов городской застройки уже за пределами укреплений.
Одна из таких усадеб — имение шведского майора Эриха Берндта фон Коноу (Конау), представлявшее собой небольшой домик с хозяйственным двором и садом, — стало впоследствии Летним садом.
В 1698 году Ю. Мейер составил карту где обозначена реальная планировка и застройка Ниена и Ниеншанца. В городе Ниен отмечены три площади со шведской и немецкой церквями, старой и новой городскими управами, торговый порт в устье Чёрной речки (р. Охта). На Неве и Охте обозначена сетка гидрографических промеров глубин. Вдоль правого берега р. Невы показано начало государственного тракта на Выборг. А на левом берегу р. Невы условно отмечено русское селение Спасское, от которого начинался тракт на Нарву. В городе существовали шведская кафедральная церковь и немецкая церковь, старая ратуша и новая ратуша, шведская школа.
После взятия русскими войсками Нотеборга население Ниенштадта было эвакуировано, а сам город — сожжён в октябре 1702 года по приказу шведского коменданта. Причиной этого стали опасения, что его строения могли бы быть использованы русскими войсками для прикрытия при штурме Ниеншанца.
Пётр I после того как увидел город при осаде Ниеншанца, в переписке с Меньшиковом отмечал, что город по размерам меньше Шлиссельбурга:

Город гораздо больше, чем сказывали, однако же не будет со Шлиссельбургом

Застройка города в основном была деревянная, но встречался и каменный булыжник, и кирпич, использовавшиеся для фундаментов зданий, печей и мощения улиц. В рукописи «О зачатии и здании царствующего града Санкт-Петербурга», приписываемой П. Н. Крёкшину говорится о том, что, когда встал вопрос о строительстве первого домика Петра на Петербургском острове, князь Александр Меньшиков предлагал Петру I использовать строительный материал из шведского Ниена:

Генерал светлейший князь Александр Данилов сын Меншиков предлагал его царскому величеству в Канецких слободах от пожару многие домы в остатке, строены по архитектуре из лесу брусоваго, не соизволит ли перевесть и построить дворец…

В современной системе городских ориентиров территории, на которых стояли Ниенштадт и Ниеншанц, относятся к району Красногвардейской площади Петербурга. Здесь, на месте одного из бастионов крепости, 15 июня 2000 года был открыт гранитный памятный знак «Крепость Ниеншанц» (по проекту В. А. Реппо).
В период с 1999 по 2008 год на участке общей площадью около 900 м², расположенном на южной стороне Конторской улицы (д. 13, 15), в зоне строительства велись археологические исследования. Раскопки подтвердили, что городские кварталы Ниена располагались вдоль р. Охты, как это показано на большинстве планов XVII в. Срубные и каркасно-столбовые постройки были наземными, другие заглубленными в грунт до 1,5 метра и имели нижние полуподвальные этажи. В районе бывшей немецкой церкви были обнаружены каменные фундаменты, выложеные из грубо отёсанной известковой плиты, которые местами выравнивались кладкой из кирпича. В июле 2023 года начались археологические раскопки у гостиницы «Охтинская» (Большеохтинский проспект д.4)
- План города Ниена с крепостью, 1698 год (автор Ю. Мейер).
- План местности, занятой впоследствии Петербургом. Составлен в 1698 Авраамом Крониортом, перевод Ц. И. Шварца, 1737 г.[32]

## Современность
До середины 1990-х годов XX века на Охтинском мысе находились работающие цеха советского Петрозавода. После закрытия предприятия и до середины 2000-х годов здания были в заброшенном состоянии.
В 1992—1998 археологической экспедицией под руководством П. Е. Сорокина проводились раскопки, в результате которых в 2001 году территория между Невой и левым берегом устья Охты была официально объявлена археологическим памятником и взята под охрану государства. В находящемся на территории памятника бизнес-центре Аскольд в 2003 году, к 300-летию Санкт-Петербурга, был открыт музей «700 лет Ландскрона, Невское устье, Ниеншанц».
В 2006 году «Газпром нефть» выкупила участки с находящимися на них сооружениями Петрозавода. Вопреки протестам общественности и деятелей культуры, компания развернула работы по подготовке постройки своего офисного здания (так называемый «Охта-центр») на месте крепости Ниеншанц. От этой идеи застройщик отказался лишь в конце 2010 года.
В связи с комплексными изысканиями для строительства на протяжении пяти лет по заказу компании проводились раскопки на площади 4,4 гектара. Работы выполняла Санкт-Петербургская археологическая экспедиция Института истории материальной культуры РАН во главе с Н. Соловьевой (исследовано 1,7 гектара) и Северо-Западного НИИ культурного и природного наследия под руководством П. Сорокина (исследовано 2,7 гектара). Проведение исследований финансировалось застройщиками в соответствии с действующим законодательством. Стоимость работ составила полмиллиарда рублей. Были найдены участки культурного наследия общей площадью 2,4 гектара. Из них 0,8 гектара расположены на территории «Газпром нефти», а остальные 1,6 гектара находятся в собственности города.
После основания Санкт-Петербурга Пётр I приказал уничтожить надземные части фортификаций крепости Ниеншанц. Как установила археологическая экспертиза, от крепости остался ров, окружавший площадки насыпей утраченных бастионов и куртин. Также во время раскопок обнаружен колодезный сруб и остатки постройки с булыжным полом, несколько отдельных фрагментов конструкций Карлова бастиона (их законсервировали в 2011 году).
Государственные эксперты Института истории материальной культуры РАН высказались против реконструкции фрагментов земляных сооружений Охтинского мыса, поскольку земляные слои со временем неизбежно разрушатся.
Также исследователи обнаружили здесь изделия из бересты, янтаря, глины, дерева и камня эпохи неолита и раннего металла, предметы быта, шведские монеты, нательные украшения более позднего периода. Все находки после изучения находятся на хранении. Однако Музей истории Санкт-Петербурга и другие городские музеи не приняли их для экспонирования.
На участках мыса, принадлежавших Санкт-Петербургу, также были выявлены потенциально сохранившиеся участки Ниеншанца — восточная, западная и южная стены крепости. Однако археологические работы здесь городскими властями не проводились.
На территории посада Ниена (бывший Ниенштадт) на глубине около 1,2-1,6 метра были исследованы остатки четырёх деревянных построек. К ним примыкали дворовые настилы и уличная мостовая.
Учёные сделали вывод, что здания были уничтожены пожарами, на это указывают скопления древесного угля, обгоревшие брёвна и следы прокаливания грунта. Вероятно, это следы уничтожения Ниена во время русско-шведской войны: находки, обнаруженные под полами построек (в первую очередь, медные монеты), свидетельствуют о том, что это произошло в начале Северной войны в 1700-х годах.
21 августа 2009 года решением КГИОП территория выявленного объекта культурного наследия была существенно уменьшена, и из её состава была исключена вся центральная часть.
В начале октября 2009 года по указанию министра культуры Российской Федерации А. А. Авдеева Росохранкультура рассмотрела вопрос о соблюдении законодательства при принятии Правительством Санкт-Петербурга решения о предоставлении разрешения на отклонение от предельного параметра разрешённого строительства будущего Охта-центра и послала запрос с требованием устранить нарушения в прокуратуру Санкт-Петербурга и министерство юстиции.
После отказа П. Е. Сорокина от участия в работах 2010 года раскопки были продолжены Группой охранной археологии ИИМК РАН.
Археологические исследования, проведённые на территории Ниеншанца, представляли собой самое масштабное по площади мероприятие такого рода, когда-либо проводившееся на территории России. Общая территория раскопок составляла более 40 000 м2. В ходе исследования был выявлен ряд археологических памятников, изучены культурные слои и сооружения эпох неолита — раннего металла — Средневековья и Нового времени. Укрепления Ландскроны, изученные к настоящему времени, занимают территорию около 12 000 квадратных метров. Обнаружены также укрепления собственно Ниеншанца, относящиеся к двум периодам его существования.
Участки культурного наследия Охтинского мыса располагаются хаотично и по сути представляют собой «разрозненные технологические бровки, небольшие зоны между раскопами и остатки деревоземляных крепостных рвов». Объекты культурного наследия регулярно разрушались более поздними сооружениями. При строительстве крепостей Ландскрона (XIII—XIV вв.) и Ниеншанц (XVII—XVIII вв.), сооружений Охтинской верфи (XIX в.), объектов Петрозавода и бомбоубежищ (XX в.) грунт несколько раз перемалывался. Например, согласно экспертизе, культурный слой в районе мысового городища новгородского периода (XIII в.) утрачен, и теперь объект находится ниже уровня грунтовых вод.
15 июня 2000 года на месте одного из бывших бастионов крепости (Мельничного бастиона) был открыт гранитный памятный знак «Крепость Ниеншанц». Считается, что пушки для памятного знака были найдены в реке Охте в 1903 году. По случаю празднования двухсотлетия Петербурга найденными пушками оградили дуб, который, по преданию, посадил на территории Ниеншанца сам Пётр I. В 1941 году в дуб попала авиационная бомба. После войны рабочими Петрозавода был посажен молодой дуб, однако в 70-х годах был срублен из-за строительства новых корпусов завода. В 1990-х годах эти орудия были найдены и сначала установлены у входа на предприятие, а затем, в 2000 году, вместе с новым дубом, стали частью памятного знака.
- Памятный знак «Крепость Ниеншанц»
- Фрагмент мемориала «Крепость Ниеншанц».
Фотография сделана в октябре 2012 года

## Знаменитые люди из Ниена
- Урбан Йерне (1641—1724) — шведский химик и медик.
- Томас Йерне (1638—1678) — шведский историк и драматург.

## В культуре
- В историческом детективе Ингви Акисона «Город Ниен» действие происходит в Ниене летом 1635 года.[42]